# Castillo de Óbidos

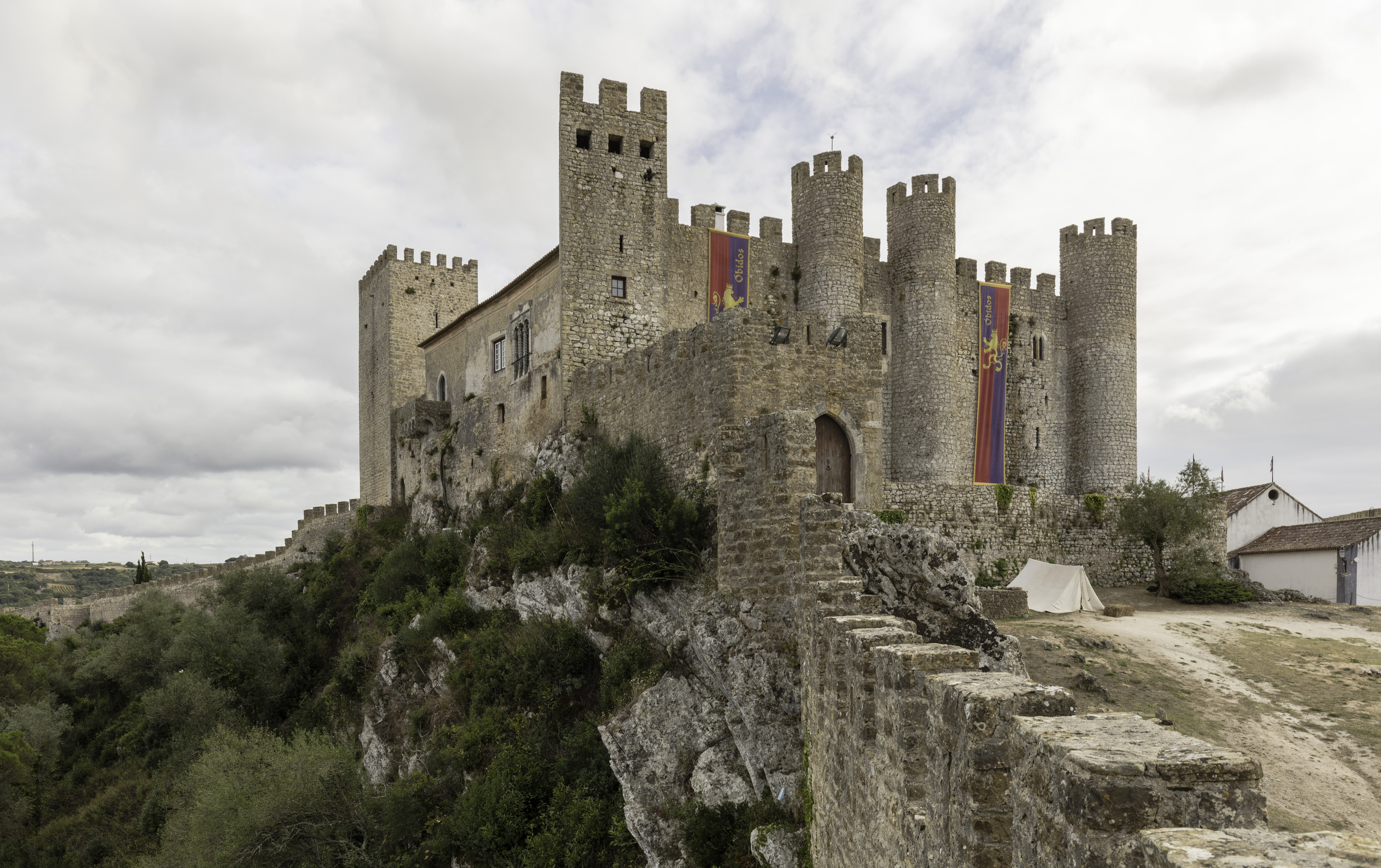
Castillo de Óbidos

El Castillo de Óbidos se encuentra en la villa de Óbidos, que forma parte de la freguesia de  Santa Maria, en 
la región del Oeste, Estremadura portuguesa.
Es un buen ejemplo de fortificación medieval portuguesa, erigido en el siglo XII sobre un pequeño monte, desde donde domina la llanura circundante y el río Arnoya, al Este. Fruto de diversas intervenciones arquitectónicas a lo largo de los siglos, se integra en el conjunto de la villa, la cual preserva sus características medievales de manera casi intacta.
Clasificado como Monumento Nacional, el 7 de julio de 2007 fue elegido como una de las Siete Maravillas de Portugal.

## Descripción
El castillo se eleva en la cota de 79 metros sobre el nivel del mar, con planta en forma rectangular irregular (orgánica), mezclando elementos de los estilos románico, gótico, manuelino y barroco, distribuidos por dos zonas principales: la del castelejo (actual Pousada Del Castillo, o Pousada de Óbidos) y el barrio intramuros.
El perímetro de las murallas, reforzadas por torres de planta cuadrada y cilíndrica, alcanza 1.565 metros, totalmente recorrido por un adarve defendido por parapeto almenado. En algunos tramos, las murallas se elevan a 13 metros de altura.
El tramo este de la muralla constituye el núcleo del muro más amplio que rodea el castillo y la villa, y que, extendiéndose por ambos lados hacia el sur por 500 metros, cierra el perímetro en punta, en la llamada Torre del Facho.
El acceso se da a través de cuatro puertas y dos postigos, destacándose la Puerta de la Vila o Puerta de Nuestra Señora de la Piedad, encabezada por una inscripción, allí colocada por el rey D. Juan IV (1640-1656), y que reza: A la Virgen Nuestra Señora, que fue concebida sin pecado original. En su interior se encuentra una capilla con balcón, revestida de azulejos del siglo XVIII.
Se destacan también:
- El rollo de la villa, erguido en granito. En una de las caras el escudo con las armas reales y del otro el camaro de D. Leonor, que esta reina donó a la Villa en memoria de la red en que los pescadores le trajeron a su hijo muerto en un accidente de caza. En él, en el pasado, eran expuestos y castigados a los delincuentes y criminales.
- El acueducto de la villa, con una extensión de 3 km, uniendo el monte de la Usseira y el de Óbidos. Mandado construir por la reina D. Catalina de Austria, esposa de D. João III (1521-1557) transportaba el agua que abastecía a las fuentes de Óbidos.
- El crucero de la Memoria, construido en conmemoración de la toma de Óbidos a los moros por D. Afonso Henriques, señala el lugar donde éste montó campamento antes de conquistar la Villa.

## Galería de imágenes

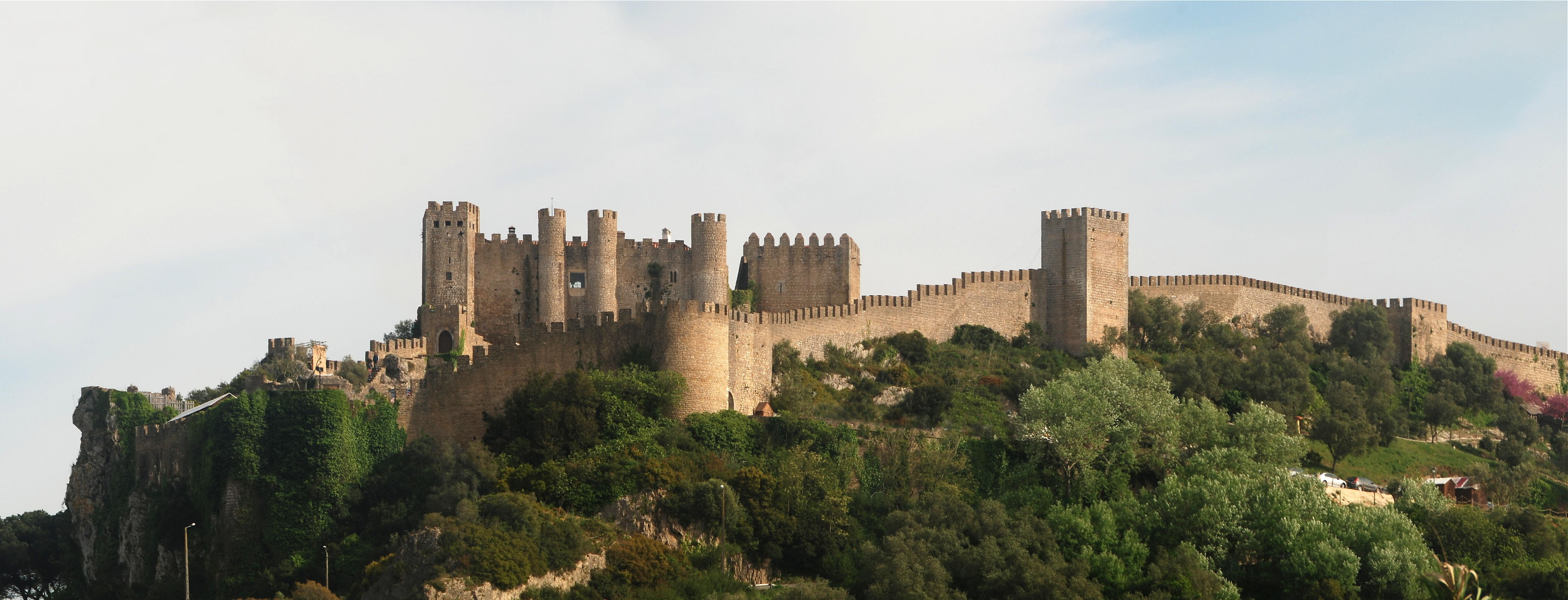
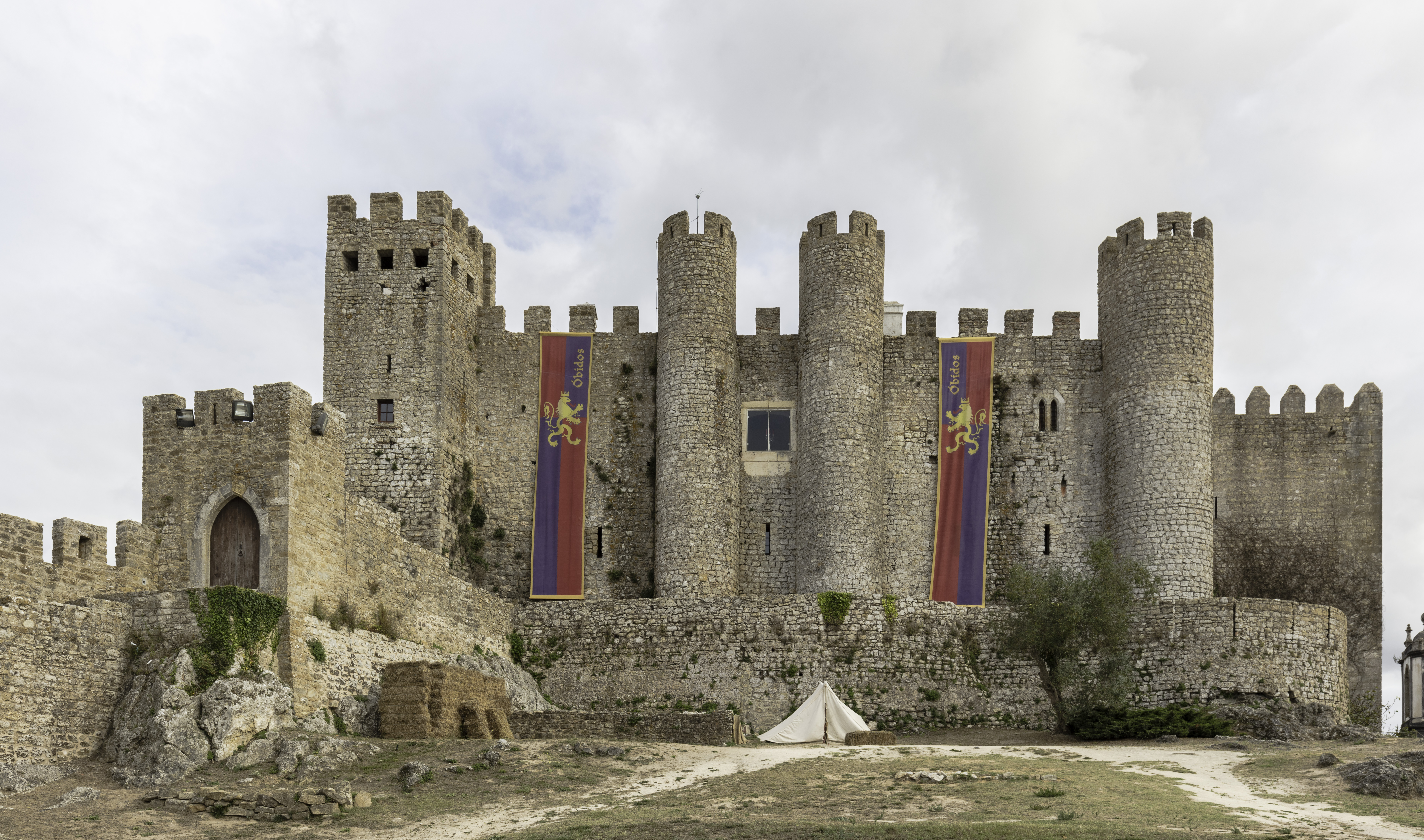
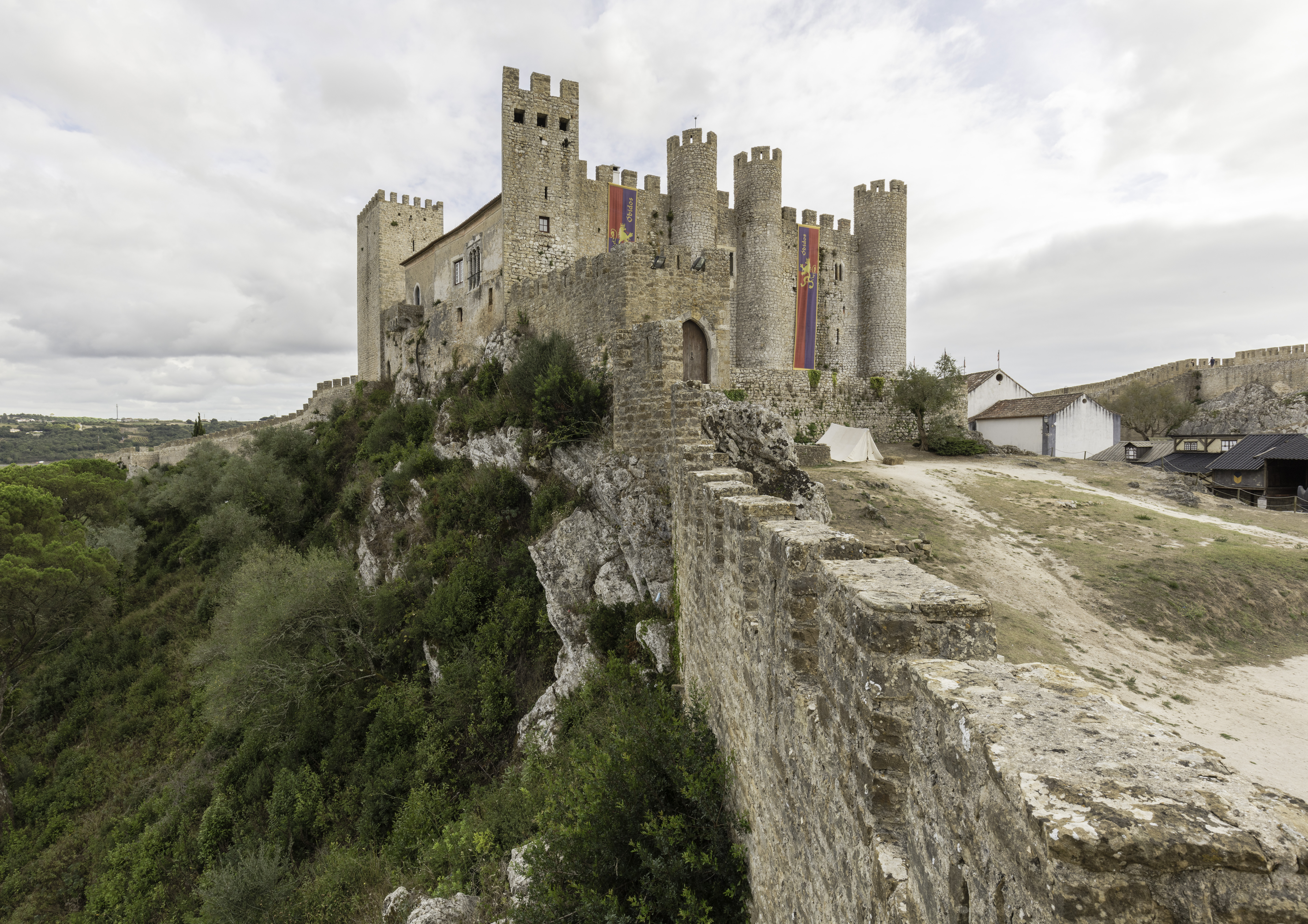
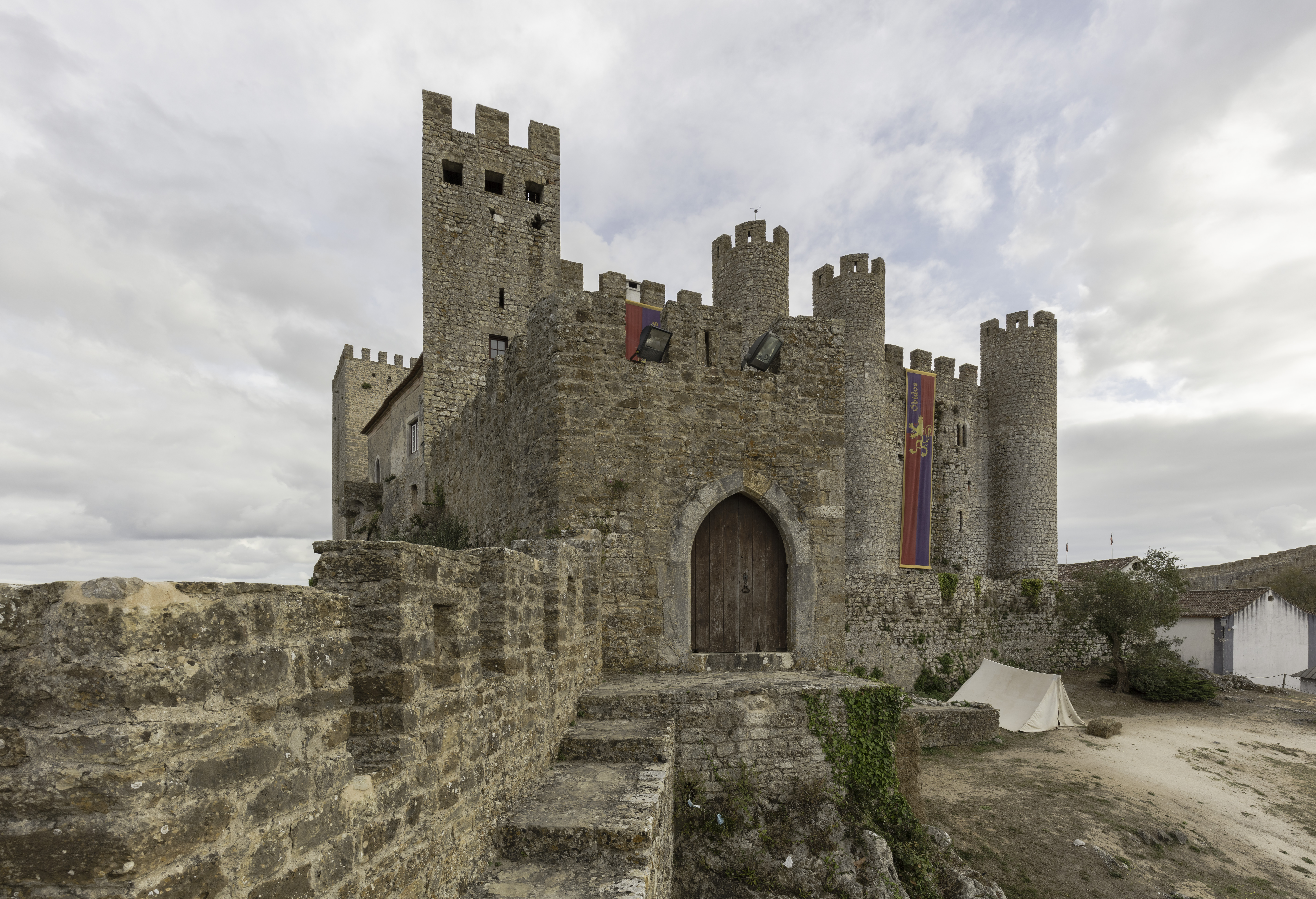
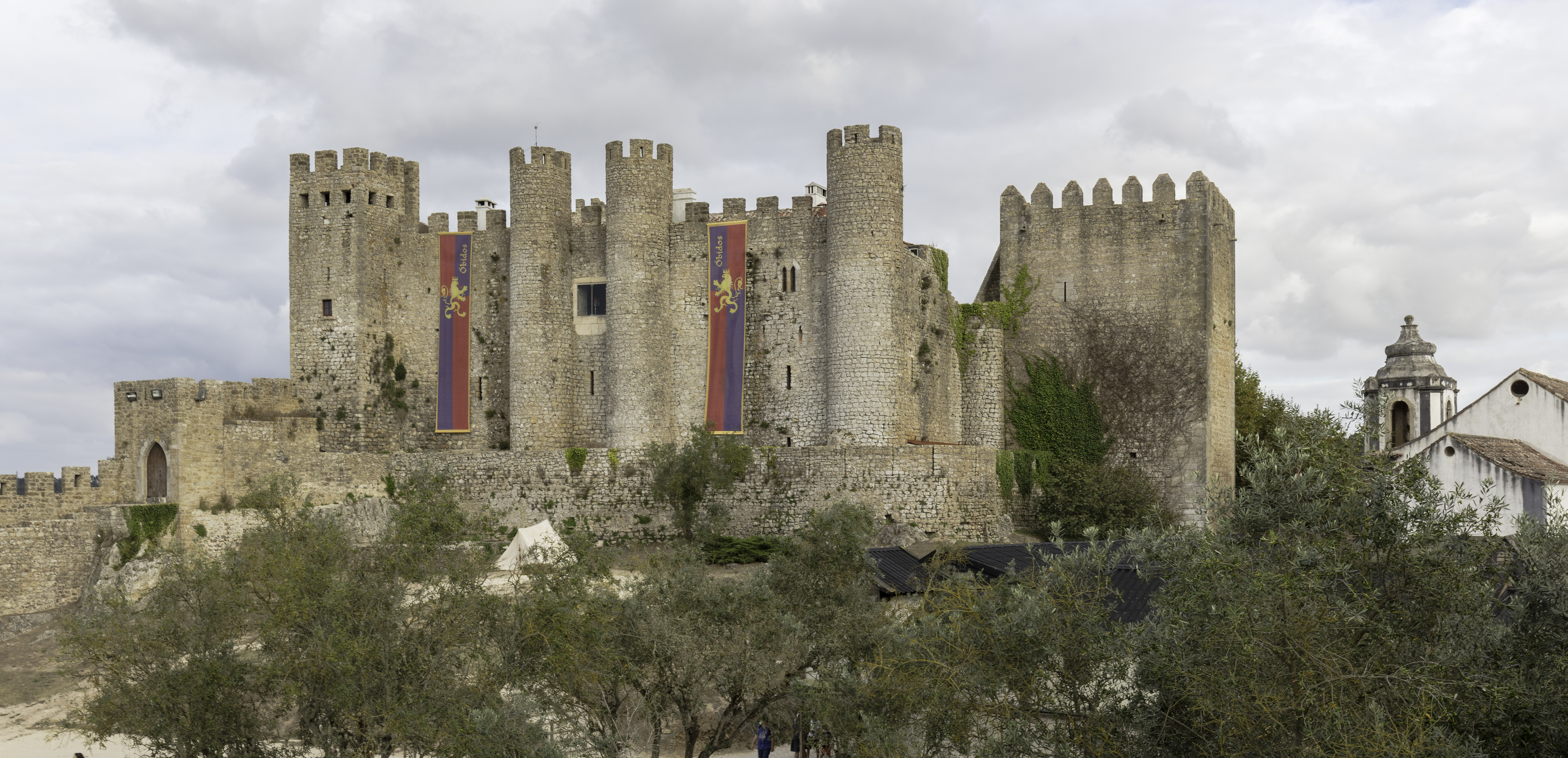